# 和田丈嗣
和田丈嗣（日语：和田 丈嗣，1978年9月13日—），日本男性動畫製作人、實業家。株式會社WIT STUDIO、株式會社Production I.G董事副社長。

## 來歷
慶應義塾大學法學院畢業後，於2001年加入Cisco Systems公司。2005年加入Production I.G（現IG Port）。作為企劃室製作人，參與了《戰國BASARA》、《罪惡王冠》、《PSYCHO-PASS》等作品。2012年作為IG Port的子公司，他與中武哲也、淺野恭司共同成立了WIT STUDIO，並擔任代表董事社長。負責《進擊的巨人》、《鬼燈的冷徹》。
2020年被任命為Production I.G董事副社長，2022年被任命為公司代表董事社長。

## 年譜
- 2001年
  - 3月：慶應義塾大學法學院畢業[1]。
  - 4月：加入Cisco Systems[3]。
- 2005年8月：加入Production I.G（現株式會社IG Port（日语：IGポート））[3]。
- 2007年11月：設立株式會社Production I.G，並加入。
- 2012年6月：設立株式會社WIT STUDIO，並就任代表董事社長[4]。
- 2014年8月：就任株式會社IG Port董事[3]。
- 2020年6月：就任Production I.G董事副社長[5]。
- 2022年8月：就任Production I.G代表董事社長[2]。

## 現職
- 株式會社WIT STUDIO代表董事社長CEO[6][7]
- 株式會社Production I.G代表董事社長[2]

## 參加作品

### 電視動畫
2006年
- 雙面騎士 ～Le Chevalier D'Eon～（助理製作人）
- 攻殼機動隊 S.A.C. Solid State Society（宣傳）

2007年
- 特攝片之吻（製作人）
- 神靈狩/GHOST HOUND（助理製作人）

2008年
- RD 潛腦調查室（製作人）

2009年
- 獸之奏者 艾琳（動畫製作人）
- 戰國BASARA（製作人）
- 只想告訴你（製作人）

2010年
- 戰國BASARA貳（製作人）

2011年
- 只想告訴你 2ND SEASON（製作人）
- 罪惡王冠（製作人）

2012年
- PSYCHO-PASS（製作人）
- ROBOTICS;NOTES（製作人）

2013年
- 進擊的巨人（製作人）

2014年
- 鬼燈的冷徹（製作人）
- PSYCHO-PASS 2（製作人）

2015年
- 翻轉☆少女（企劃、製作人）
- 攻殼機動隊 ARISE ALTERNATIVE ARCHITECTURE（製作委員會）
- 終結的熾天使（企劃、製作人）

2016年
- 甲鐵城的卡巴內里（製作、總製作人）

2017年
- 進擊的巨人 Season 2（製作人）
- 魔法使的新娘（企劃、製作人）

2018年
- 愛在雨過天晴時（製作統括）
- 進擊的巨人 Season 3（製作人）

2019年
- 毛球剛次郎（日语：けだまのゴンじろー）（副製作人）
- 海盜戰記（企劃）

2020年
- 大欺詐師（製作）

2022年
- SPY×FAMILY間諜家家酒（「SPY×FAMILY間諜家家酒」製作委員會成員）

### 電影動畫
2011年
- 劇場版 戰國BASARA -The Last Party-（製作人）

2013年
- HAL（製作人）
- 攻殼機動隊 ARISE border:1 Ghost Pain（製作委員會）
- 攻殼機動隊 ARISE border:2 Ghost Whispers（製作委員會）

2014年
- 攻殼機動隊 ARISE border:3 Ghost Tears（製作委員會）
- 攻殼機動隊 ARISE border:4 Ghost Stands Alone（製作委員會）
- 劇場版 進擊的巨人 前篇 ～紅蓮的弓矢～（製作人）

2015年
- 屍者的帝國（製作人）
- 劇場版 進擊的巨人 後篇～自由之翼～（製作人）

2016年
- 甲鐵城的卡巴內里 總集篇 前篇 聚集的光芒／後篇 燃燒的生命（製作、總製作人）

2017年
- 笑傲曇天〈外傳〉 ～訣別、豺之誓言～（製作管理）

2018年
- 劇場版 進擊的巨人 Season 2 ～覺醒的咆哮～（製作人）
- 笑傲曇天〈外傳〉 ～宿命、雙頭的風魔～（製作管理）
- 劇場版 精靈寶可夢：我們的故事（動畫製作人）
- 笑傲曇天〈外傳〉 ～櫻華、天望的架橋～（製作管理）

2019年
- 甲鐵城的卡巴內里 海門決戰（製作）

2022年
- 泡泡（製作）

### OVA
2010年
- 小雞之戀（製作人）

2016年
- 魔法使的新娘 等待繁星之人（企劃）

### 真人電影
2018年
- 四月的長久夢（日语：四月の永い夢）（總製作人）

2019年
- 湯屋裡我記得（日语：わたしは光をにぎっている）（總製作人）

2020年
- 寂靜的雨（日语：静かな雨 (小説)）（總製作人）
- 東京蝴蝶（日语：東京バタフライ）（總製作人）

2022年
- 終將到達大海（日语：やがて海へと届く）（執行製作人）

### 音樂PV
2020年
- 打首獄門同好會（製作人）[8]

## 外部連結
- 和田丈嗣的X（前Twitter） （日語）
- 和田丈嗣 （页面存档备份，存于） （日語）—allcinema（日语：allcinema）
- 和田丈嗣 （日語）—KINENOTE
- 和田丈嗣 （页面存档备份，存于） （日語）—電影.com（日语：映画.com）